# Meike Holländer
Meike Holländer (Bremerhaven, 18 de enero de 1965) es una deportista alemana que compitió en remo.
Ganó una medalla de plata en el Campeonato Mundial de Remo de 1990, en la prueba de cuatro sin timonel. Participó en los Juegos Olímpicos de Seúl 1988, ocupando el séptimo lugar en la prueba de ocho con timonel.

## Palmarés internacional
| Campeonato Mundial | Campeonato Mundial   | Campeonato Mundial | Campeonato Mundial |
| Año                | Lugar                | Medalla            | Prueba             |
| ------------------ | -------------------- | ------------------ | ------------------ |
| 1990               | Tasmania (Australia) | Medalla de plata   | Cuatro sin timonel |